# 薛翠兰
薛翠兰（1963年4月1日—），江苏人，中国退役女子篮球运动员，曾随中国国家队参加1988年夏季奥林匹克运动会女子篮球比赛，最终获得第六名。